# 2,7-dimetiloctano
El 2,7-dimetiloctano es un alcano de cadena ramificada con fórmula molecular C10H22.